# 吉川峻平
吉川 峻平（よしかわ しゅんぺい、1995年1月24日 - ）は、大阪府吹田市出身の元プロ野球選手（投手）。右投右打。

## 経歴

### プロ入り前
7歳から野球を始め、吹田市立佐竹台小学校在学時は「佐竹台ストロングアロー」、吹田市立高野台中学校在学時は「千里山ボーイズ」でプレー。中学時代までのポジションは内野手であった。
関西大学北陽高等学校進学後、1年秋からは正遊撃手としてプレー、2年から投手に専念する。3年夏の全国高等学校野球選手権大阪大会では、26回1/3連続無失点を記録し、チームはベスト16進出を果たした。。
高校卒業後は関西学生野球連盟に所属する関西大学に進学。1年春からリーグ戦に登板し、3年の春季リーグからは主戦投手として登板機会を増やした。4年次は、夏に第40回日米大学野球選手権大会日本代表にも選出され、秋季リーグではエースとしてリーグ優勝に貢献した。
大学卒業後は、社会人野球のパナソニック野球部へ入社した。1年目から主力として登板を重ね、2017年の都市対抗野球大会では三菱自動車岡崎との1回戦で14奪三振を挙げ完投勝利を挙げた。

### プロ入りとダイヤモンドバックス傘下時代
2018年8月24日、同月10日にMLBのアリゾナ・ダイヤモンドバックスと契約金65万ドルでマイナー契約を結んでいたことが判明した。この契約は、社会人選手に対して定められているプロ球団との契約に関する規則に抵触するものであったため、社会人野球を統括する日本野球連盟は吉川に対し事実上の永久追放処分を下した（詳細後述）。
2019年は、ダイヤモンドバックス傘下A+級バイセイリア・ローハイドで22試合（103回1/3）に登板して、5勝7敗、防御率3.75、123奪三振という成績を残した。
2020年は、新型コロナウイルスの感染拡大の影響でマイナーリーグのシーズンが中止となったため、公式戦の出場はなかった。
2021年は、ルーキー級で1試合、A+級で6試合、AA級で1試合、AAA級で1試合の合計9試合（21回2/3）に登板して、0勝1敗、防御率8.72、30奪三振という成績を残した。シーズン終了後はアリゾナ・フォールリーグに参加し、オールスターゲームにあたる「フォールスターゲーム」のメンバーにも選出された。
2022年3月31日に自由契約となった。

### 独立リーグ時代
2022年4月12日に北米の独立リーグであるフロンティアリーグのシャンバーグ・ブーマーズと契約した。20登板で7勝9敗、防御率5.43を記録。この年、NPB球団が吉川を調査していると一部で報じられたが、同年のドラフト会議で指名されることはなかった。
2023年1月28日にブーマーズと再契約を結んだ。この年は8試合に先発登板し、3勝2敗、防御率4.24を記録した。シーズン終了後の9月6日に現役を引退することを発表した。

### 現役引退後
2024年2月2日、研修を経て学生野球資格を回復した。

## 選手としての特徴
最速148km/hのストレートとシンカーを武器とする長身右腕。その他にも、スライダーやカーブなどを使用する。

## MLB入りに関する問題
ダイヤモンドバックスとの契約によるプロ入りは日本野球連盟の登録規程に反してのものであったため、連盟から事実上の永久追放処分を受けている。本来、社会人選手はドラフト会議日から翌年の都市対抗野球大会終了日までの期間、入団交渉を目的としたプロ球団との接触を禁じられているが、吉川は期間中の2018年1月からダイヤモンドバックス側のスカウトと複数回にわたって接触し交渉に臨んでいた。また、社会人選手はプロ球団との契約に際し、契約締結前に所属チームを退部した上で日本野球連盟宛に登録抹消届を提出しなければならないと定められているにもかかわらず、吉川はこれを怠ったままダイヤモンドバックスとの契約を締結していた（つまり二重契約である）。このような事実の判明を受けて、連盟は9月4日付けで吉川に対して連盟への登録資格剥奪とした上で、再登録も認めないとの決定を下した。これは今後一切、社会人野球の選手や指導者になることができないということを意味し、事実上の社会人野球からの永久追放処分である。

## 詳細情報

### 背番号
- 36（2022年）
- 19（2023年）

### 代表歴
- 第40回日米大学野球選手権大会日本代表